# Ventilago gladiata
Ventilago gladiata är en brakvedsväxtart som beskrevs av Jean Baptiste Louis Pierre. Ventilago gladiata ingår i släktet Ventilago och familjen brakvedsväxter. Inga underarter finns listade i Catalogue of Life.